# Bo Derek
Bo Derek, ursprungligen Mary Cathleen Collins, född 20 november 1956 i Long Beach, Kalifornien, är en amerikansk skådespelare och fotomodell.

## Biografi

### Tidigt liv och början på karriären
Cathy Collins växte upp i Kalifornien. Hennes mor arbetade för Ann-Margret och efter en av Ann-Margrets föreställningar kontaktade en talangscout den sextonåriga Collins och blev hennes agent. Hon fick sin debutroll 1974 i John Dereks film Once Upon a Love, som filmades på den grekiska ön Mykonos. 
Under inspelningen inledde hon, då 17 år gammal, ett förhållande med John Derek. Detta ledde till en viss skandal då Derek var gift med Linda Evans och på grund av att Collins var minderårig, vilket gjorde att John Derek riskerade att arresteras i USA, varför paret tillbringade en tid i Europa och Mexiko innan de återvände till USA. De gifte sig senare i Las Vegas och Collins bytte namn till Bo Derek.

### Filmkarriär
Once Upon a Love, även känd som Fantasies, släpptes inte förrän 1981, efter att Derek fått sitt genombrott som "den perfekta skönheten" i Blake Edwards film Blåst på konfekten (10), 1979. Innan dess hade hon även medverkat i filmen Orca - djupets hämnare, som producerats av Dino De Laurentiis, som också erbjudit henne huvudrollen i 1976 års King Kong, vilken hon dock tackade nej till.
Efter framgången med Blåst på konfekten kom hon främst att medverka i, och producera, makens filmer, bland annat Tarzan, apmannen (1981), Bolero (1984) och En gång till älskling (Ghosts Can't Do It, 1990), som samtliga fick mycket negativ kritik och tilldelats många Razzie Awards. Trots kritiken blev Tarzan, apmannen en publiksuccé men Bolero gick sämre. En gång till älskling sålde nästan inga biljetter alls. John Derek dog 1998.
Hon har fortsatt med skådespeleriet, mest i TV och i lågbudgetfilmer. Bland fåtalet biofilmer hon synts i sedan 1990-talet är Tommy Boy (1995) och Malibu's Most Wanted (2003). 2006 spelade hon Maria Gianni, en av huvudrollerna i TV-serien Fashion House.

### Privatliv

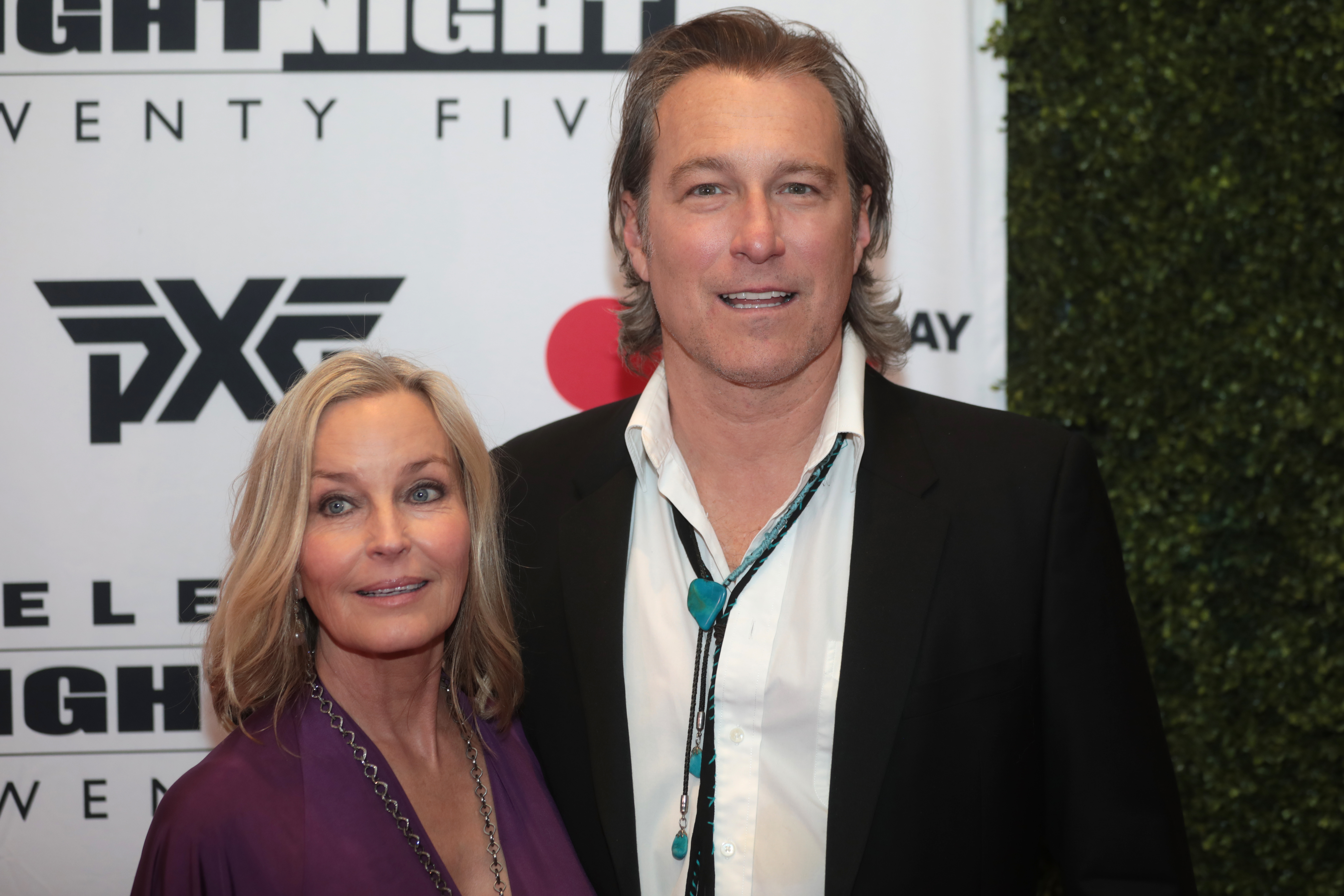
Bo Derek och John Corbett 2019.

Derek har även engagerat sig politiskt och uttryckte sitt stöd för George W. Bush och Republikanska partiet i valkampanjerna 2000 och 2004. Hon säger sig dock inte tillhöra något parti och har också röstat på Barack Obama. Hon är mycket intresserad av hästar (i synnerhet Lusitano) och har skrivit en självbiografi med titeln Riding Lessons: Everything That Matters in Life I Learned from Horses. Under en tid ägnade hon sig även åt hästuppfödning på sin ranch. Hon är också engagerad i stöd och rehabilitering för krigsveteraner.
Derek gifte sig 2020 med John Corbett. Makarna bor i Santa Barbara i Kalifornien.

## Filmografi
- 1977 – Orca
- 1979 – Blåst på konfekten
- 1980 – Snacka om vänsterprassel
- 1981 – Fantasies (inspelad 1973)
- 1981 – Tarzan, apmannen
- 1984 – Bolero
- 1989 – En gång till älskling
- 1992 – Hot Chocolate
- 1993 – Woman of Desire
- 1994 – Utan alibi (TV-film)
- 1995 – Tommy Boy
- 1999 – The Drew Carey Show (TV-serie) (1 avsnitt)
- 2000 – Frozen With Fear
- 2000 – Horror 101
- 2000 – Queen of Swords (TV-serie) (1 avsnitt)
- 2001 – Life in the Balance
- 2001 – Sunstorm
- 2003 – Malibu's Most Wanted
- 2003–2005 – Sjunde himlen (TV-serie) (3 avsnitt)
- 2004 – Crusader (TV-film)
- 2005 – Still Standing (TV-serie) (1 avsnitt)
- 2006 – Fashion House (TV-serie) (40 avsnitt)
- 2011 – Hunt for the I-5 Killer
- 2012 – Chuck (TV-serie) (1 avsnitt)
- 2012 – CSI: Miami (TV-serie) (1 avsnitt)
- 2013 – Highland Park
- 2015 – Sharknado 3: Oh Hell No!
- 2018 – Christmas in the Heartland
- 2018 – 5 Weddings
- 2018 – The Last Sharknado: It's About Time
- 2020 – JL Family Ranch: The Wedding Gift

### Fotnoter
1. 1 2  Bo Derek Dispels the Belief She's Republican: I'm Independent. I Voted for Obama (video), Hollywood Reporter, 2012-01-16